# سیارک ۱۱۷
سیارک ۱۱۷ (به انگلیسی: 117 Lomia) صد و هفدهمین سیارک کشف شده‌است که در ۱۲ سپتامبر ۱۸۷۱ و در مارسی کشف شد.
قدر مطلق سیارک برابر ۷٫۹۵ است.